# Naturi Naughton

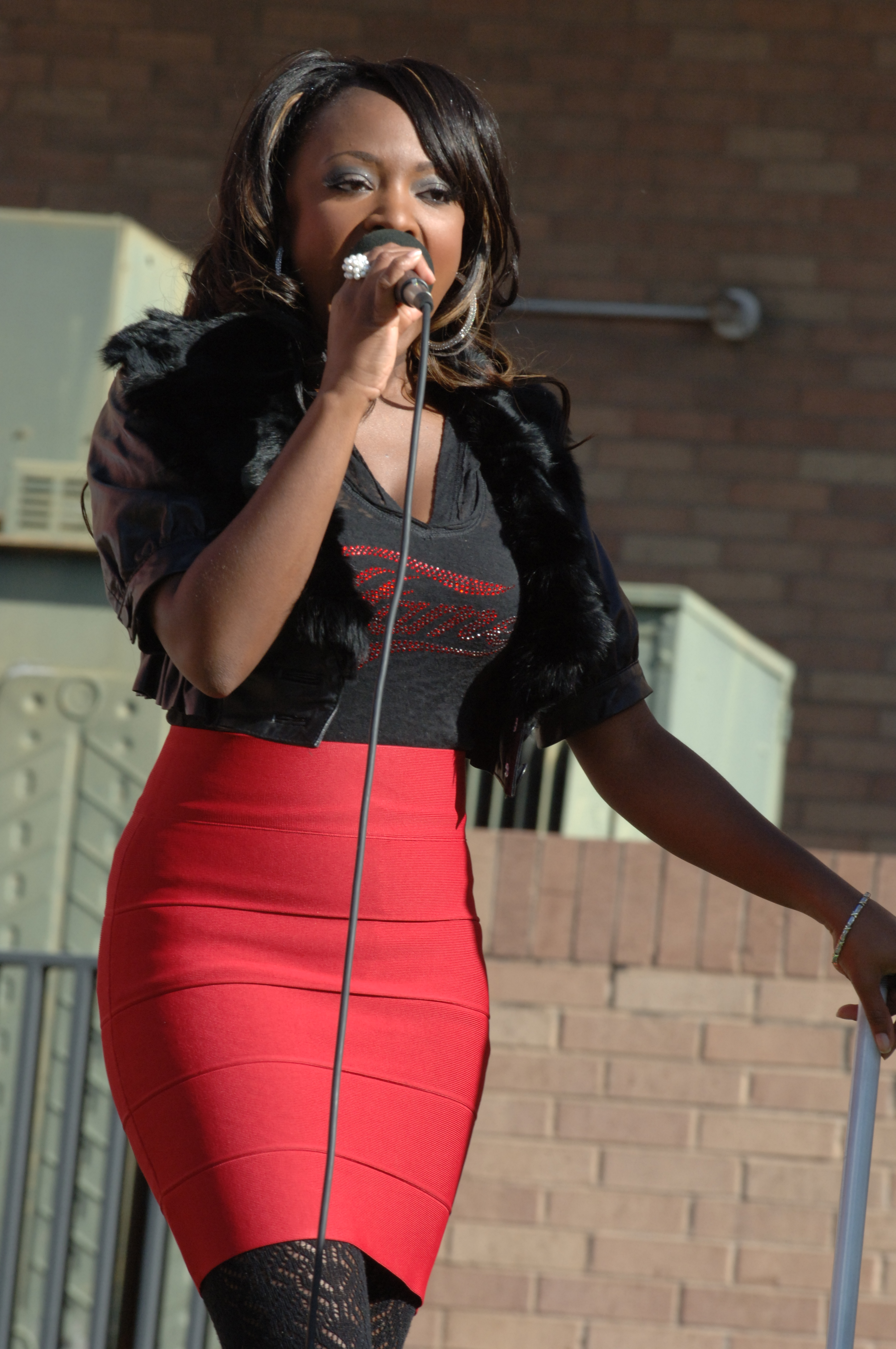
Naturi Naughton under ett uppträde, den 26 november 2009.

Naturi Cora Maria Naughton-Lewis, tidigare enbart Naughton, född 20 maj 1984 i East Orange i New Jersey, är en amerikansk sångerska, låtskrivare och skådespelerska. Hon är mest känd för att ha varit en av tre medlemmar i R&B-gruppen 3LW, samt för att ha skådespelat i filmerna Fame och Notorious (båda från 2009), där hon i den sistnämnda filmen spelade rollen som rapparen Lil' Kim. Hon blev därefter en del av huvudensemblen i NBC-serien The Playboy Club (i rollen som Bunny Brenda), samt spelade huvudrollen som Kendra i Lifetimedramaserien The Client List (första säsongen) och Tasha St. Patrick i Starzdramaserien Power, varav den sistnämnda rollen återupptog hon i spinoffserien Power Book II: Ghost. År 2022 spelade hon även huvudrollen som Jill "Da Thrill" i ABC-serien Queens.
Naughtons mor, Brenda Naughton (en deltidsanställd biträdande jurist), kommer ursprungligen ifrån Raleigh i North Carolina, medan hennes far, Ezra Naughton (en pensionerad revisor), ursprungligen kommer ifrån Saint Croix på Amerikanska Jungfruöarna. Hennes musikaliska talang uppstod vid fem års ålder, när hon gick med i kören i New Hope Baptist Church i Newark i New Jersey (samma kyrka som Whitney Houston uppträdde i under sin ungdom). Hon har därefter bland annat sjungit den amerikanska nationalsången vid olika evenemang hemma i New Jersey, samt studerat vid Seton Hall University i South Orange.
I april 2022 gifte sig Naughton med talangchefen och entreprenören Xavier "Two" Lewis, detta under en påkostad bröllopsceremoni i Atlanta. Tillsammans har de en son vid namn Tru Xavier Naughton Lewis, som föddes den 27 maj 2023. Naughton har sedan tidigare en dotter vid namn Zuri, som föddes den 19 juli 2017.

## Diskografi
- 2010 – Fame Presents Naturi Naughton as Denise: Didn't I Tell You

## Filmografi (i urval)

### Film
| År   | Titel          | Roll          | Noter |
| ---- | -------------- | ------------- | ----- |
| 2009 | Notorious      | Lil' Kim      |       |
| 2009 | Fame           | Denise Dupree |       |
| 2010 | Lottery Ticket | Stacie        |       |
| 2018 | Step Sisters   | Aisha         |       |

### TV
| År      | Titel                             | Roll              | Noter                                                                        |
| ------- | --------------------------------- | ----------------- | ---------------------------------------------------------------------------- |
| 2002    | All that                          | Sig själv         | Avsnittet "3LW"                                                              |
| 2010    | Mad Men                           | Toni Charles      | Avsnittet "Hands and Knees"                                                  |
| 2011    | The Playboy Club                  | Bunny Brenda      | Huvudrollsinnehavare                                                         |
| 2011    | It's Always Sunny in Philadelphia | Shadynasty        | Avsnittet "Frank's Brother"                                                  |
| 2012    | The Client List                   | Kendra            | Huvudrollsinnehavare: Säsong 1                                               |
| 2014    | The Eric Andre Show               | Sig själv         | Avsnittet "Naturi Naughton; Ryan Phillippe"                                  |
| 2014–20 | Power                             | Tasha St. Patrick | Huvudrollsinnehavare                                                         |
| 2015–19 | Doktor McStuffins                 | Luna (röst)       | Gästskådespelare: Säsongerna 2-3 & 5                                         |
| 2018    | Queen of the South                | Sasha Bishop      | Avsnittet "La Muerte"                                                        |
| 2020–24 | Power Book II: Ghost              | Tasha St. Patrick | Huvudrollsinnehavare: Säsong 1, Gäst: Säsongerna 2-3, Återkommande: Säsong 4 |
| 2021–22 | Queens                            | Jill "Da Thrill"  | Huvudrollsinnehavare                                                         |

### Teater
| År      | Titel     | Roll       | Noter     | Ref. |
| ------- | --------- | ---------- | --------- | ---- |
| 2005-08 | Hairspray | Lilla Inez | Ersättare |      |